# Amphicoma dolorosa
Amphicoma dolorosa är en skalbaggsart som beskrevs av Leon Fairmaire 1891. Amphicoma dolorosa ingår i släktet Amphicoma och familjen Glaphyridae. Inga underarter finns listade i Catalogue of Life.